# ヒゲナガハナノミ
ヒゲナガハナノミ Paralichas pectinata (Kiesenwetter) はナガハナノミ科の昆虫の1つ。湿地の草地によく見られる。

## 特徴
体長9～12mm程度の甲虫。頭部は幅が狭くて小さな点刻が密集してあり、触角の第2節がごく短くなっており、第3節から第10節までは雄では櫛状、雌では鋸歯状となっており、末端の節は淡黄色をしている。なお雄の触角の櫛を形成する分枝は触角各節の先端部から出る。前胸背は小さな点刻が密布しており、前の縁は中央が強く前に突き出ており、後端は両端と正中線の位置に黄色い毛があり、特に中央部では黒い部分を覆って2つに分ける様に見える。小楯板は心臓型をしており、普通は黄褐色で、時として黒褐色。前翅には点刻のある縦溝があり、間室にはややしわ状に小さな顆粒が密集し、柔らかな毛があって、特に外側の縁から後端に書けて特に多い。脚の爪は櫛状となっている。
体色は黒が主で光沢は鈍く、灰黄色の柔らかい毛が一面にある。雄は上翅が赤褐色、雌は黒褐色で会合線沿いが赤褐色となる。ただし前胸背の後端以外の全体が黒っぽくなる暗化型の個体が時に見られる。
幼虫は成熟すると体長20mm前後になり、体形は円柱形でその皮膚は褐色で硬く、小さな胸脚があり、また最後端の第8腹節は1本の長い尾突起となっている。

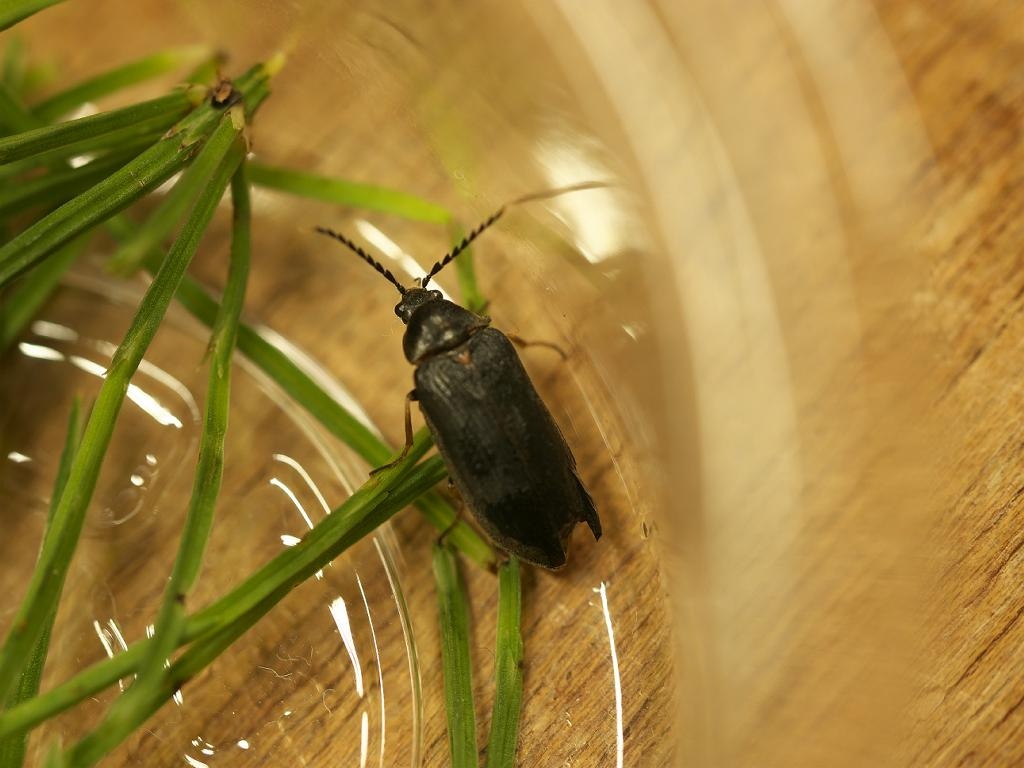
雌成虫
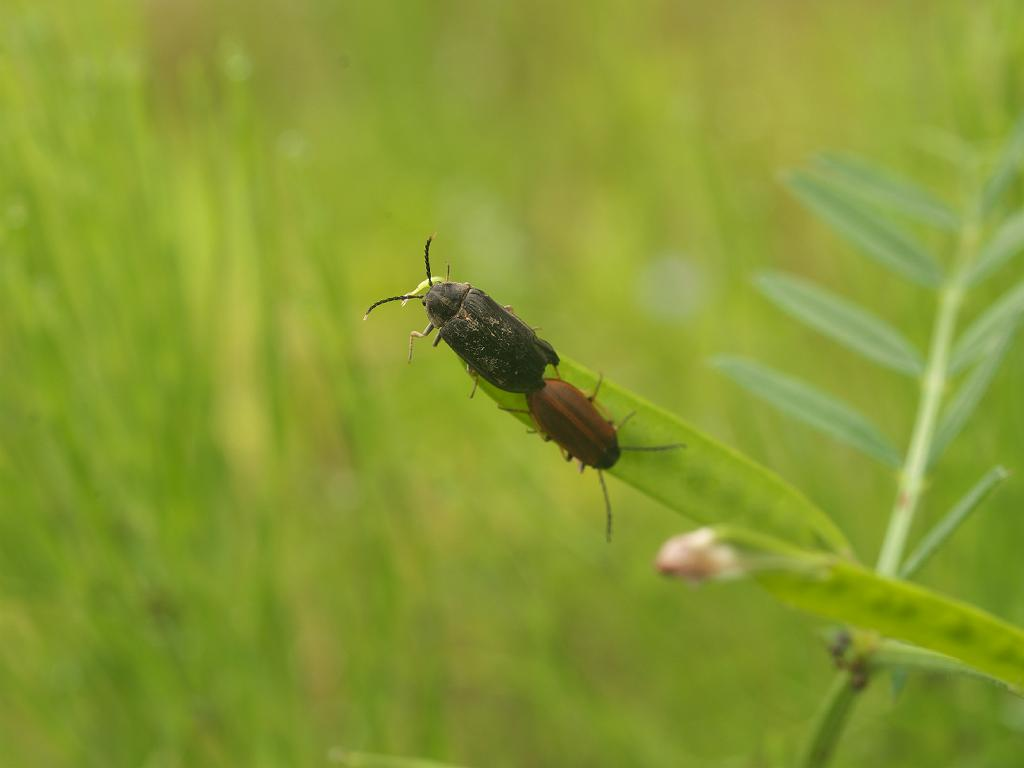
交尾中の様子
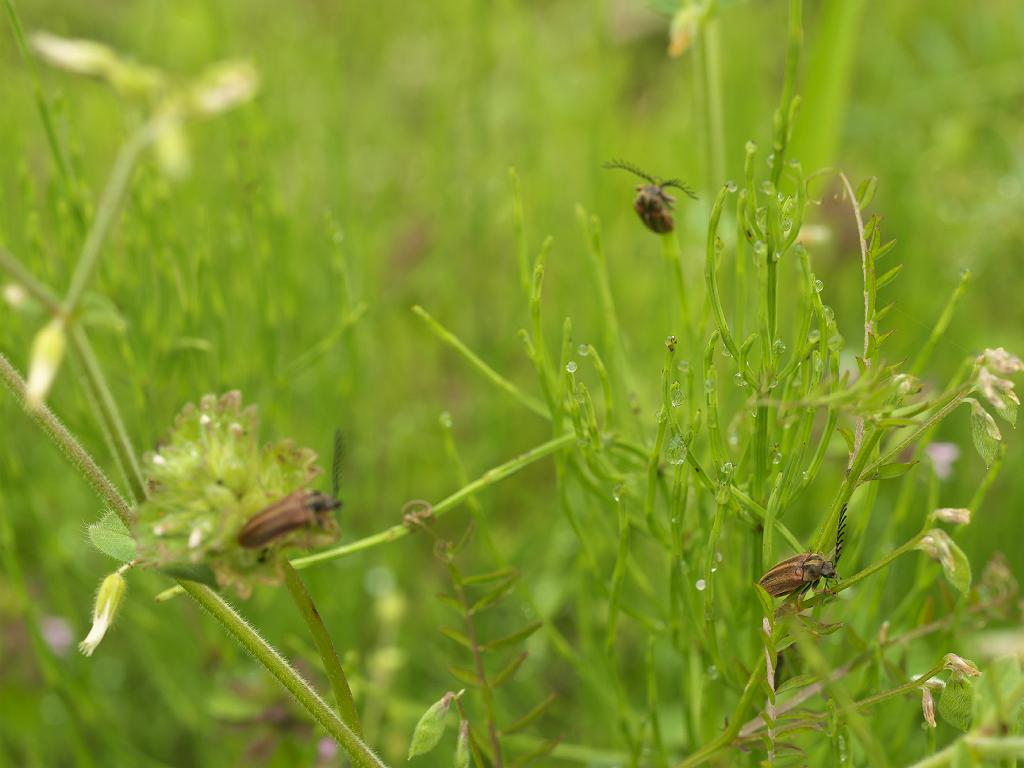
湿地での発生状況

## 生態など
成虫は湿地周辺の草むらに生息する。幼虫は水分の多い粘土質の土壌の中に生息している。食性については明らかではないが、腐植質、あるいは植物の根を食べているのではないかと考えられている。腹部後端の尾突起の先端に1対の気門があることから、泥の中でその部分だけを出して呼吸しているものと考えられる。幼虫は土壌中で越冬して、4月上旬頃から蛹化し、2週間ほどで羽化する。

## 分布
日本では本州、四国、九州に知られる。
同属のものとしてはヒゴヒゲナガハナノミ P. higoniae が九州から知られ、この種は前翅の点刻列が細い溝状となり、また雄の触角では分枝が各節の基部の方から出る。